# OSSA (companhia motociclística)

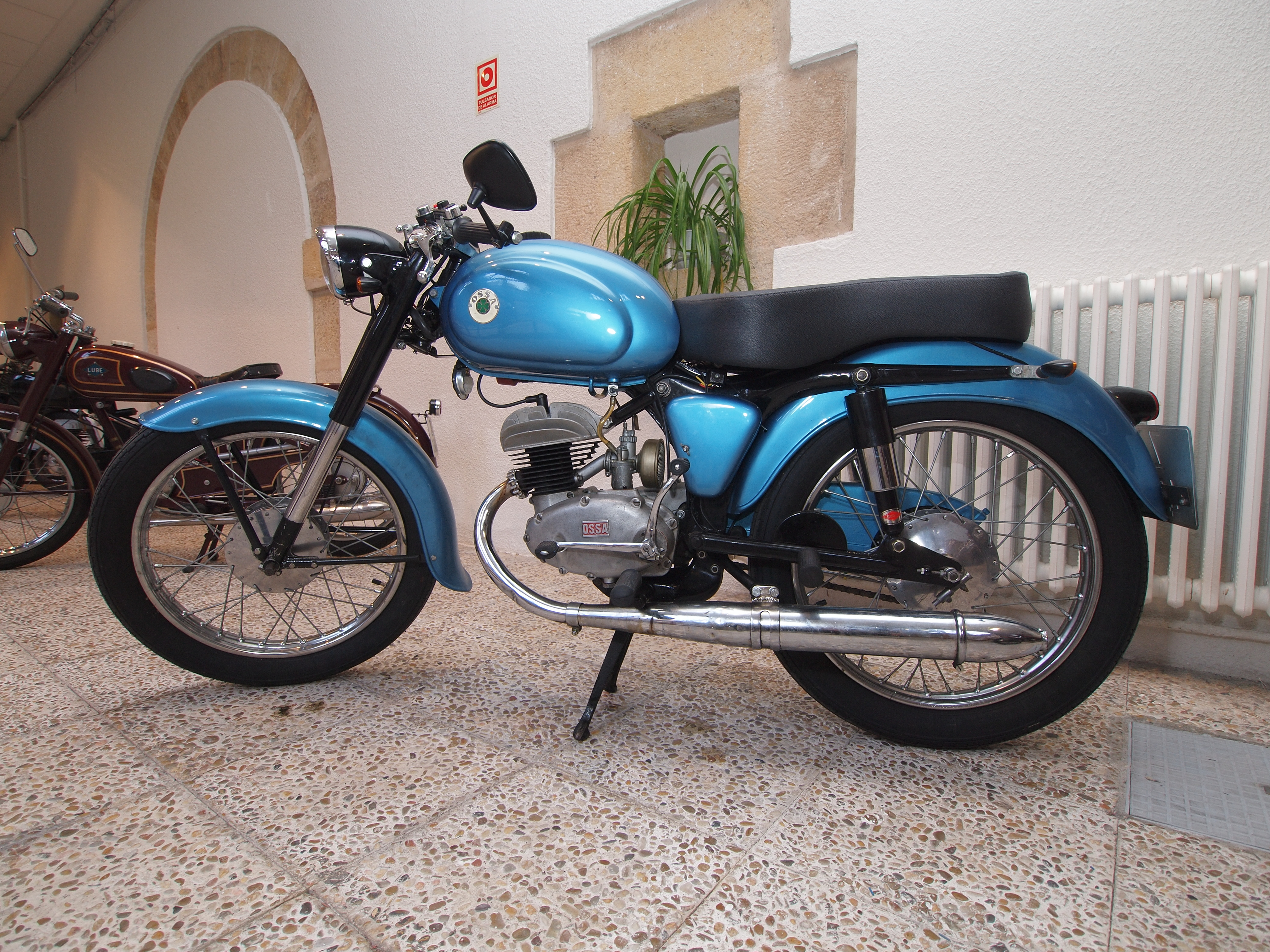
OSSA 150, ano 1958

OSSA é uma companhia motociclística espanhola, sediada em Barcelona. 

## História
A companhia foi ativa de 1924 a 1982 e renascida em 2010. Fundada por Manuel Giró.

## Modelos

### Estrada
| - Ossita 50 - 125 C2 - 150 Comercial - 160 T - 175 Sport - 230 Wildfire | - Sport 250 - 250 T - 250 TE - Copa 250 79 - 250 F3 - Yankee 500 (Estrada), com Yankee motor |

### Fora de estrada
| - Dick Mann Replica/DMR (Flat track) - ST1 (Flat track) - Desert (Motocross/Trail) - Explorer (Trials) - Gripper (Trials) - Mick Andrews Replica (Trials) - 250 Enduro (Enduro) - Mountaineer (Enduro) | - Phantom (Motocross) - Pioneer (Enduro) - Plonker (Trials) - Super Pioneer (Enduro) - Six Day Replica (Enduro) - Stiletto MX (Motocross) - 500 Yankee Z |